# Fragum fragum
Fragum fragum is een tweekleppigensoort uit de familie Cardiidae. De wetenschappelijke naam werd on 1758 gepubliceerd door Carl Linnaeus in de tiende editie van Systema naturae.